# Paralleltechnik

Schematische Querschnittsdarstellung einer Röntgenaufnahme eines unteren Frontzahnes in Paralleltechnik;
Rot: Filmhalter, blau: Röntgenzahnfilm

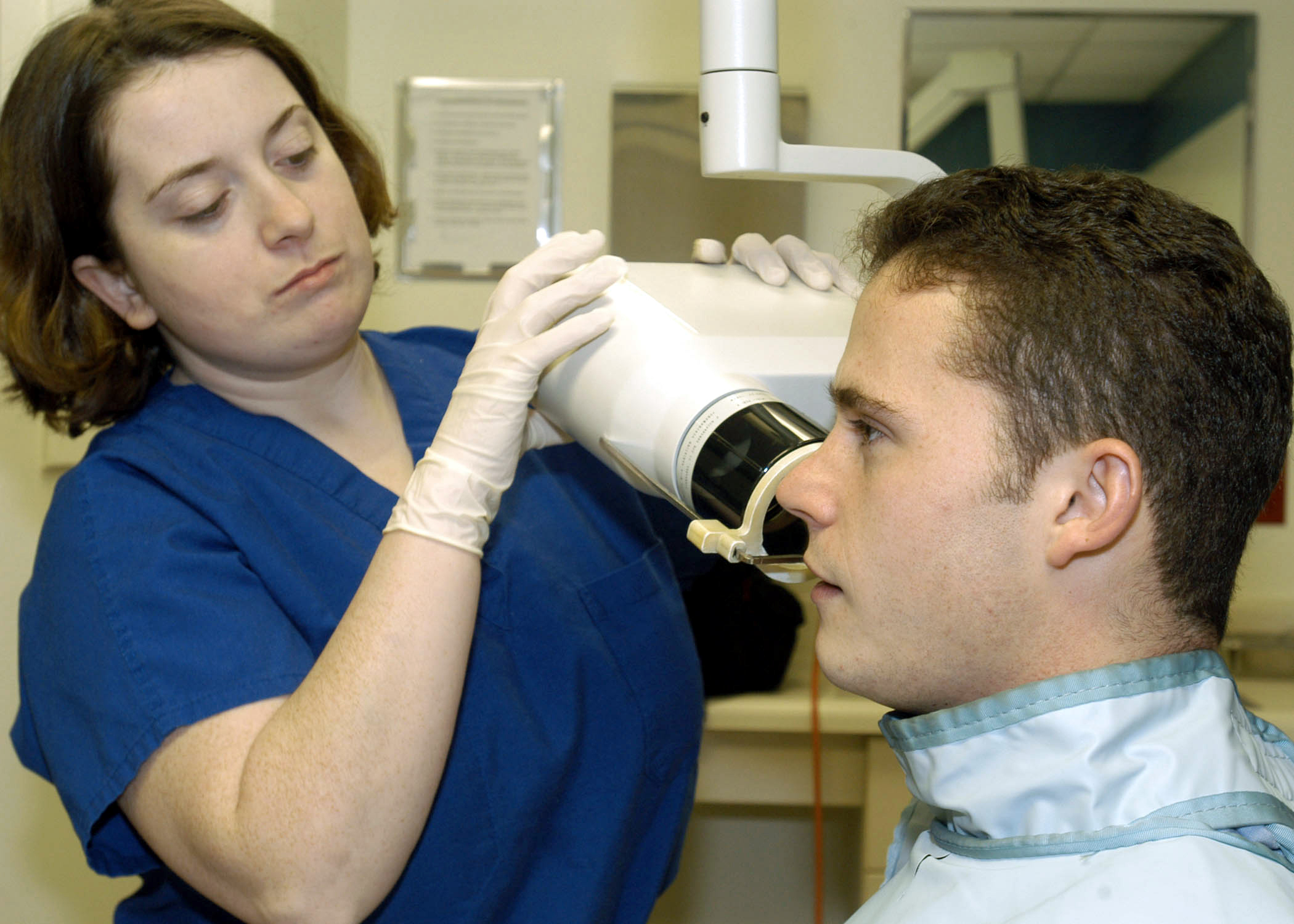
Aufnahmetechnik

Die Paralleltechnik ist eine spezielle, mit einem Filmhalter nach Elgin Rinn durchgeführte Röntgentechnik in der Zahnmedizin.
Der Röntgenfilm wird bei der Paralleltechnik mittels Filmhalter parallel zur Längsachse des Zahnes ausgerichtet, der Zentralstrahl wird parallel zu einer Führungsschiene am Halter ausgerichtet, so dass er senkrecht zur Filmebene steht. Wenn die Paralleltechnik aus anatomischen Gründen nicht möglich ist (Platzmangel für Film oder Halter im Mund), wendet man die Halbwinkeltechnik an.
Idealerweise sollten also Paralleltechnik und Rechtwinkeltechnik identische Aufnahmen erzeugen, da in beiden Techniken angestrebt wird, Film- und Zahnebene parallel auszurichten und der Zentralstrahl auf beiden Ebenen senkrecht steht.
Der Limbus alveolaris (knöcherner Alveolarrand) wird unverzerrt dargestellt. Der Zahn selbst wird insgesamt etwas vergrößert abgebildet. Oft ist jedoch die Gesamtdarstellung des Zahnes nicht möglich.